# Nicolás A. Y. Chacón
General Nicolás A. Y. Chacón fue un militar mexicano que participó en la Revolución mexicana. Nació en Ciudad Camargo, Chihuahua, el 10 de septiembre de 1866. Se unió al antirreeleccionismo en 1910 y se lanzó a la lucha armada en diciembre del mismo año, en el distrito de Camargo. En 1912 se unió a los orozquistas de Marcelo Caraveo; llegó a alcanzar el grado de general brigadier. En 1914 volvió a la lucha, quedando bajo el mando del federal Francisco I. González. Se retiró definitivamente poco después. En 1923 fue administrador de cooperativas agrícolas; más tarde fue inspector de caza y pesca. En 1934 tomó participación en la lucha electoral, en la Confederación Revolucionario de Partidos Independientes. 